# هواپیماهای ایکس

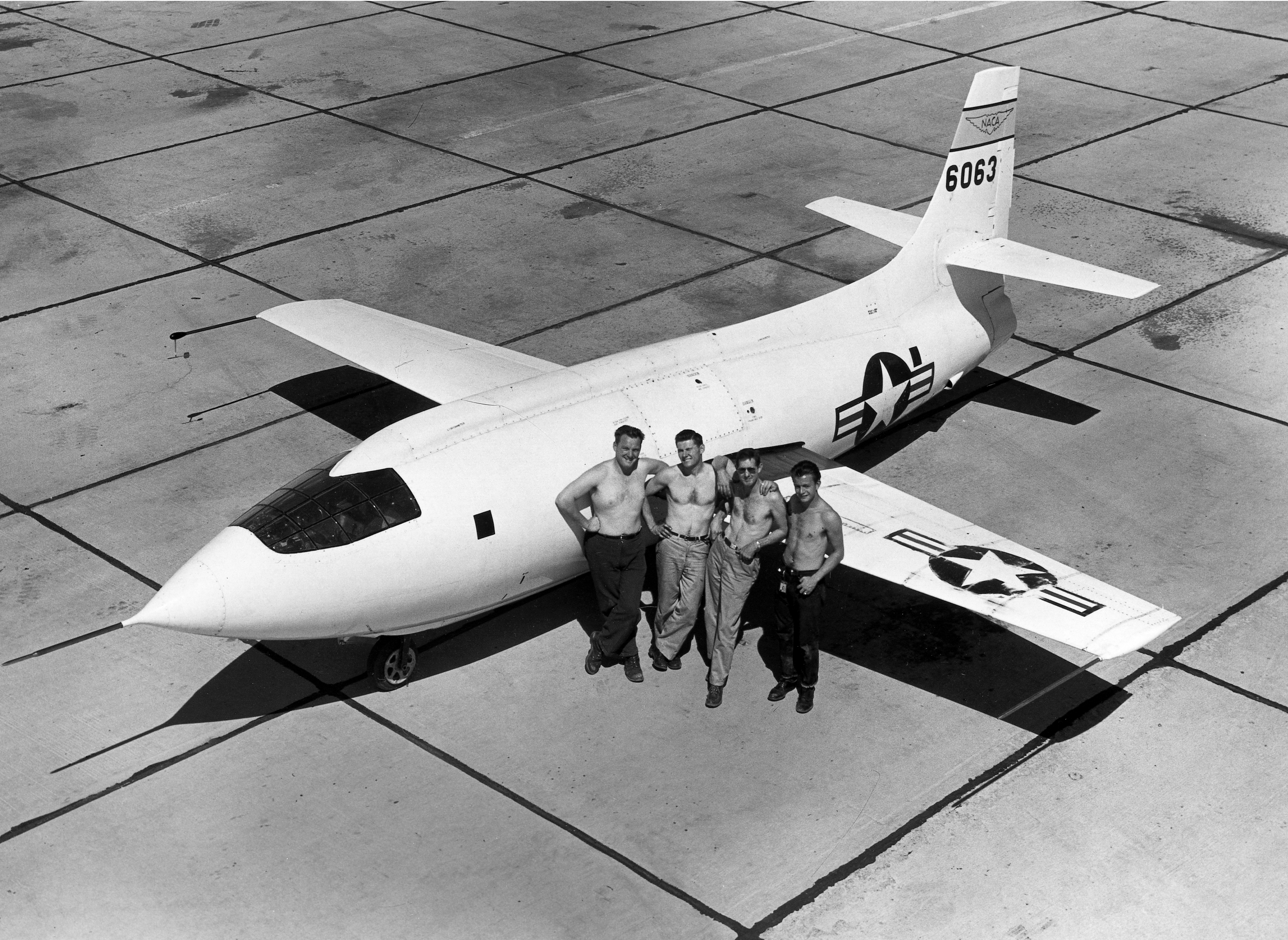
بل ایکس-۱

هواپیماهای ایکس یک سری از هواپیما، راکت و بالگرد هستند که برای آزمایش و ارزیابی فناوری‌های جدید و مفاهیم آیرودینامیکی ایالات متحده آمریکا ساخته می‌شود. اطلاعات برخی از این پروژه‌ها در اختیار همگان قرار می‌گیرد و برخی مانند ایکس-۱۶ سری هستند.
اولین نمونه از سری هواپیماهای ایکس بل ایکس-۱ بود که در سال ۱۹۴۷ معرفی شد.
ساخت هواپیماهای ایکس نتایج مهمی در زمینه‌های آئرودینامیک و فنی به همراه داشته‌است. هواپیماهای ۷ تا ۱۲ در واقع موشک بوده‌اند.
بیشتر این هواپیما برای آزمایش بوده‌اند نه تولید ولی برخی به توسعه یافته شدند و به تولید رسیدند ایکس-۳۵ و ایکس-۳۲ نمونه‌هایی بوداند که پس از توسعه منجر به اف ۳۵ شده‌است.
تولید بسیاری از هواپیماهای ایکس توسط نیروی هوایی ایالات متحده آمریکا (USAF)، ناسا (NASA)و کمیته مشورتی ملی هوانوردی (NACA) اداره می‌شوند. بیشتر نام هواپیما با نام‌های تولید کنندگان شناخته شده‌اند.

## فهرست هواپیماهای ایکس
| نام                                      | سازنده                                                                         | نگاره                                                       | اولین پرواز                                                 | هدف و یادداشت |
| ---------------------------------------- | ------------------------------------------------------------------------------ | ----------------------------------------------------------- | ----------------------------------------------------------- | --- |
| ایکس-۱                                   | بل ایرکرفت نیروی هوایی ایالات متحده آمریکا, کمیته رایزنی ملی هوانوردی آمریکا   |                                                             | ۱۹ ژانویه ۱۹۴۶                                              | آزمایش سرعت و ارتفاع زیاد. اولین هواپیمایی که دیوار صوتی را شکست.                                                                            |
| ایکس-۲ استارباستر                        | بل ایرکرفت نیروی هوایی ایالات متحده آمریکا                                     |                                                             | ۲۷ ژوئن ۱۹۵۲                                                | آزمایش سرعت و ارتفاع زیاد. اولین هواپیمایی که با سرعت بیش از ۳ ماخ پرواز کرد.                                                                |
| ایکس-۳ استیلتو                           | داگلاس ایرکرفت نیروی هوایی ایالات متحده آمریکا, NACA                           |                                                             | ۲۷ اکتبر ۱۹۵۲                                               | بدنه آلیاژ تیتانیم، بال‌های کوتاه طراحی شده برای آزمایش پرواز طولانی‌مدت با سرعت بالا                                                          |
| ایکس-۴ بنتم                              | نورثروپ نیروی هوایی ایالات متحده آمریکا, NACA                                  |                                                             | ۱۵ دسامبر ۱۹۴۸                                              | ارزیابی کنترل هواپیمای بدون دم در سرعت صوت.                                                                                                  |
| ایکس-۵                                   | بل ایرکرفت نیروی هوایی ایالات متحده آمریکا, NACA                               |                                                             | ۲۰ ژوئن ۱۹۵۱                                                | اولین هواپیمایی که با بال‌های متحرک پرواز کرد.                                                                                                |
| ایکس-۶                                   | کانویر نیروی هوایی ایالات متحده آمریکا, کمسیون انرژی اتمی ایالات متحده آمریکا  |                                                             | پرواز نکرد                                                  | بی-۳۶ کانویر ارتقاء داده شده برای تحقیق روی پیشرانه هسته‌ای در هواپیماها، قبل از اتمام لغو شد.                                                |
| ایکس-۷ «لوله‌بخاری پرنده»                 | لاکهید وزارت دفاع ایالات متحده آمریکا                                          |                                                             | آوریل ۱۹۵۱                                                  | بستر آزمایشی پرسرعت برای موتورهای رم‌جت |
| ایکس-۸ آیروبی                            | آیروجت NACA, نیروی دریایی ایالات متحده آمریکا, نیروی هوایی ایالات متحده آمریکا |                                                             |                                                             | تحقیقات هواکره فوقانی. |
| ایکس-۹ شرایک                             | بل ایرکرفت نیروی هوایی ایالات متحده آمریکا                                     |                                                             | آوریل ۱۹۴۹                                                  | بستر تحقیقاتی هدایت و پیشرانه موشک. کمک به گسترش موشک جی‌ای‌ام-۶۳.                                                                             |
| نورث آمریکن ایکس-۱۰                      | نورث امریکن اوییشن USAF                                                        |                                                             | ۱۳ اکتبر ۱۹۵۳                                               | بستر تحقیقاتی برای موشک اس‌ام-۶۴ ناواجو. |
| کانویر ایکس-۱۱                           | کانویر نیروی هوایی ایالات متحده آمریکا                                         |                                                             | ۱۱ ژوئن ۱۹۵۷                                                | بستر تحقیقاتی برای موشک اس‌ام-۶۵ اتلس |
| کانویر ایکس-۱۲                           | کانویر نیروی هوایی ایالات متحده آمریکا                                         |                                                             | ژوئیه ۱۹۵۸                                                  | بستر تحقیقاتی پیشرفته برای موشک اس‌ام-۶۵ اتلس                                                                                                 |
| رایان ایکس-۱۳ ورتیجت                     | رایان آیروناتیکال نیروی هوایی ایالات متحده آمریکا، USN                         |                                                             | ۱۰ دسامبر ۱۹۵۵                                              | بستر تحقیقاتی برای هواپیماهای عمودپرواز. ارزیابی وضعیت دم نشین برای هواپیماهای عمودپرواز                                                     |
| بل ایکس-۱۴                               | بل ایرکرفت نیروی هوایی ایالات متحده،ناسا                                       |                                                             | ۱۹ فوریه ۱۹۵۷                                               | بستر تحقیقاتی برای هواپیماهای عمودپرواز. ارزیابی وضعیت نیروی هدایت شده برای هواپیماهای عمودپرواز                                             |
| هواپیمای ایکس ۱۵                         | North American Aviation USAF, NASA                                             |                                                             | June 8, 1959                                                | Hypersonic (Mach 6), high-altitude (۳۵۰٬۰۰۰ فوت (۱۱۰٬۰۰۰ متر)) testing. First manned hypersonic aircraft; capable of suborbital spaceflight. |
| X-16                                     | Bell Aircraft USAF                                                             |                                                             | Never flew                                                  | High-altitude reconnaissance aircraft project. "X-16" designation used as cover story.                                                       |
| X-17                                     | Lockheed USAF, USN                                                             |                                                             | April 1956                                                  | Tested the effects of high Mach number reentry.                                                                                              |
| X-18                                     | Hiller Aircraft USAF, USN                                                      |                                                             | November 24, 1959                                           | VTOL/برخاست کوتاه و نشست عمودی (STOVL) testbed. Evaluated the tiltwing concept for VTOL flight.                                              |
| X-19                                     | Curtiss-Wright Tri-service                                                     |                                                             | November 1963                                               | Tandem tiltrotor VTOL transport testbed. XC-143 designation proposed.                                                                        |
| X-20 Dyna-Soar                           | بوئینگ USAF                                                                    |                                                             | Never built                                                 | Reusable spaceplane for military missions.                                                                                                   |
| X-21                                     | Northrop USAF                                                                  |                                                             | April 18, 1963                                              | Boundary layer control testbed. |
| X-22                                     | Bell Aircraft Tri-service                                                      |                                                             | March 17, 1966                                              | Quad ducted fan tiltrotor STOVL testbed. |
| X-23 PRIME                               | مارتین مریتا USAF                                                              |                                                             | December 21, 1966                                           | Manuvering ورود به جو effects testbed. Note: Designation never officially assigned.                                                          |
| X-24                                     | Martin Marietta USAF, NASA                                                     |                                                             | August 1, 1973                                              | Low-speed lifting body handling testbed. Lifting body aerodynamic shape trials.                                                              |
| X-25                                     | Benson USAF                                                                    |                                                             | December 6, 1955                                            | Light هواچرخ for emergency use by downed pilots.                                                                                             |
| X-26 Frigate                             | Schweizer دارپا, نیروی زمینی ایالات متحده آمریکا, USN                          |                                                             | 1967                                                        | Training glider for yaw-roll coupling Quiet هواپیمای شناسایی testbed.                                                                        |
| X-27                                     | Lockheed                                                                       |                                                             | Never flew                                                  | High performance fighter prototype. |
| X-28 Sea Skimmer                         | Osprey Aircraft USN                                                            |                                                             | August 12, 1970                                             | Inexpensive aerial policing seaplane testbed.                                                                                                |
| گرومن                                    | گرومن DARPA, USAF, NASA                                                        |                                                             | 1984                                                        | Forward-swept wing testbed. |
| راکول ایکس-۳۰                            | راکول اینترنشنال NASA, DARPA, USAF                                             |                                                             | Never built                                                 | Single stage to orbit spaceplane prototype.                                                                                                  |
| راکول-ام‌بی‌بی ایکس-۳۱                     | Rockwell DARPA, USAF, BdV                                                      |                                                             | 1990                                                        | Thrust vectoring supermaneuverability testbed. ESTOL testbed.                                                                                |
| بوئینگ ایکس-۳۲                           | Boeing USAF, USN, نیروی هوایی سلطنتی بریتانیا                                  |                                                             | September 2000                                              | Joint Strike Fighter prototype. |
| لاکهید مارتین ایکس-۳۳                    | لاکهید مارتین NASA                                                             |                                                             | Prototype never completed                                   | Half-scale reusable launch vehicle prototype.                                                                                                |
| اوربیتال ساینس ایکس-۳۴                   | اوربیتال ساینسز کورپوریشن NASA                                                 |                                                             | Never flew                                                  | Reusable unmanned spaceplane testbed. |
| لاکهید مارتین ایکس-۳۵                    | Lockheed Martin USAF, USN, RAF                                                 |                                                             | 2000                                                        | Joint Strike Fighter prototype. |
| مکدانل دوگلاس ایکس-۳۶                    | مک‌دانل داگلاس/بوئینگ NASA                                                      |                                                             | May 17, 1997                                                | 28% scale tailless fighter testbed. |
| بوئینگ ایکس-۳۷                           | Boeing USAF, NASA                                                              |                                                             | April 7, 2006 (drop test) April 22, 2010 (orbital flight)   | Reusable orbital spaceplane. |
| ناسا ایکس-۳۸                             | سکیلد کامپوزیتس NASA                                                           |                                                             | 1999                                                        | Lifting body Crew Return Vehicle demonstrator.                                                                                               |
| X-39                                     | Unknown USAF                                                                   | Classified                                                  | Unknown                                                     | Future Aircraft Technology Enhancements (FATE) program. Note: Designation never officially assigned.                                         |
| بوئینگ ایکس-۴۰                           | Boeing USAF, NASA                                                              |                                                             | August 11, 1998                                             | 80% scale Space Maneuver Vehicle testbed. X-37 prototype.                                                                                    |
| ایکس-۴۱ کامن آیرو ویکل                   | Unknown USAF                                                                   | Classified                                                  | Unknown                                                     | Maneuvering re-entry vehicle. |
| ایکس-۴۲پاپ-آپر استیج                     | Unknown USAF                                                                   | Classified                                                  | Unknown                                                     | Expendable موشک با سوخت مایع upper stage rocket.                                                                                             |
| ناسا ایکس-۴۳                             | Microcraft NASA                                                                |                                                             | June 2, 2001                                                | اسکرم‌جت hypersonic testbed. |
| لاکهید مارتین ایکس-۴۴ مانتا              | Lockheed Martin USAF, NASA                                                     |                                                             | Cancelled                                                   | اف-۲۲ رپتور-based Multi-Axis No-Tail Aircraft thrust vectoring testbed.                                                                      |
| بویینگ ایکس-۴۵                           | Boeing DARPA, USAF                                                             |                                                             | May 22, 2002                                                | Unmanned combat air vehicle (UCAV) demonstrator.                                                                                             |
| بوئینگ ایکس-۴۶                           | Boeing DARPA, USN                                                              |                                                             | Cancelled                                                   | Naval UCAV demonstrator. |
| ایکس ۴۷-آ پگاسوس نورثروپ-گرومن ایکس ۴۷-ب | نورثروپ گرومن DARPA, USN                                                       |                                                             | February 23, 2003                                           | Naval UCAV demonstrator. |
| بوئینگ ایکس-۴۸                           | Boeing NASA                                                                    |                                                             | July 20, 2007                                               | Blended Wing Body (BWB) testbed. |
| پیازکی ایکس-۴۹                           | Piasecki Aircraft US Army                                                      |                                                             | July 29, 2007                                               | Compound helicopter Vectored Thrust Ducted Propeller (VTDP) testbed.                                                                         |
| بوئینگ ایکس-۵۰ دراگون‌فلای                | Boeing DARPA                                                                   |                                                             | 24 November 2003                                            | Canard Rotor/Wing testbed. |
| بوئینگ ایکس-۵۱                           | Boeing USAF                                                                    |                                                             | 26 May 2010                                                 | Hypersonic scramjet demonstrator. |
| X-52                                     | Number skipped to avoid confusion with بی-۵۲ استراتوفورترس.                    | Number skipped to avoid confusion with بی-۵۲ استراتوفورترس. | Number skipped to avoid confusion with بی-۵۲ استراتوفورترس. | Number skipped to avoid confusion with بی-۵۲ استراتوفورترس.                                                                                  |
| بوئینگ ایکس-۵۳                           | Boeing Phantom Works NASA, USAF                                                |                                                             | November 2002                                               | بوئینگ ایکس-۵۳ testbed. |
| گلف‌استریم ایکس-۵۴                        | گلف‌استریم اروسپیس NASA                                                         |                                                             | Future                                                      | Supersonic transport testbed. |
| لاکهید مارتین ایکس-۵۵                    | Lockheed Martin Skunk Works USAF                                               |                                                             | June 2, 2009                                                | Advanced Composite Cargo Aircraft (ACCA). Molded composite fuselage and empennage testbed.                                                   |
| داینتیکس ایکس ۶۱ گرملین                  | داینتیکس دارپا                                                                 |                                                             | 2019                                                        | هواپیمای بدون سرنشین ارزان ، قابلیت بازیابی در هوا                                                                                           |